# Фишер, Ойген
Ойген Фишер (англ. Eugen Fischer; 5 июля 1874 года — 9 июля 1967 года) — немецкий учёный-антрополог, профессор медицины, антропологии и евгеники, член НСДАП. Впоследствии был директором Института антропологии, человеческой наследственности и евгеники им. Кайзера Вильгельма, а также ректором Берлинского университета имени Гумбольдта.
Идеи Фишера легли в основу Нюрнбергских законов 1935 года, которые служили для оправдания нацистской идеологии, связанной с расовым превосходством Германии. В 1923 году, находившийся в заключении Адольф Гитлер, прочитав работы Фишера, использовал его евгенические идеи, чтобы поддержать идеал чистого «арийского» общества в своем манифесте Mein Kampf.

## Биография
Фишер родился в 1874 году в Карлсруэ, Великом Герцогстве Баден. Изучал медицину, фольклористику, историю, анатомию и антропологию в Берлине, Фрайбурге и Мюнхене. В 1913 году Фишер опубликовал книгу «Рехоботские полукровки (бастарды) и проблема смешанных браков (и просто связей) между европейцами и готтентотскими женщинами в г. Рехоботе» (Die Rehoboter Bastards und das Bastardierungsproblem beim Menschen), основанное на исследованиях, проводившихся Фишером с 1906 года, и посвящённое намибийским бастерам. В нём Фишер последовательно доказал действие на человека законов генетики, открытых Грегором Менделем, и в том числе — наследуемости расовых характеристик в полном соответствии с генетическими законами. Также в указанной работе был описан быт бастеров и собраны, в том числе, родословные бастеров и бастерские народные песни. Но целью Фишера было доказать «ущербность» полукровок, а вскоре с его подачи в немецких африканских колониях смешанные браки были запрещены.
В 1918 году поступил на факультет анатомии Фрайбургского университета.
В 1927 году Фишер стал директором Института антропологии, наследственности человека и евгеники Кайзера Вильгельма (KWIA). Эту должность он занял по рекомендации Эрвина Баура.
В 1933 году Фишер подписал заявление верности немецких профессоров Адольфу Гитлеру и национал-социалистическому государству. В этом же году, по назначению Гитлера, стал ректором Берлинского университета имени Фридриха Вильгельма (ныне Университет Гумбольдта).
В 1941 году Фишер одобрил план стерилизации людей, чьи дед или бабушка были евреями или цыганами (полностью осуществлён не был, хотя и начал осуществляться).
Из университета Фишер ушёл в 1942 году. Учеником Фишера был Отмар Фрейхерр фон Вершер.
После войны Фишер завершил свои мемуары; считается[кем?], что в них он обелил свою роль в геноцидальной программе нацистской Германии. Умер в 1967 году.
Был женат на Эльзе Вальтер (Else Walter), имел троих детей.